# XXVIII Congresso do CDS – Partido Popular
O XXVIII Congresso do CDS – Partido Popular em 2020 foi realizado em Aveiro, nos dias 25 e 26 de janeiro, após a decisão de Assunção Cristas, em outubro de 2019, de deixar a presidência do partido. O mal desempenho do partido nas eleições legislativas de 2019 é considerado o principal motivo pela decisão de Cristas.
Durante o Congresso, Abel Matos Santos abdicou da sua candidatura em favor de Francisco Rodrigues dos Santos e Carlos Meira desistiu. 
Neste Congresso foi eleito Francisco Rodrigues dos Santos, Presidente do CDS.

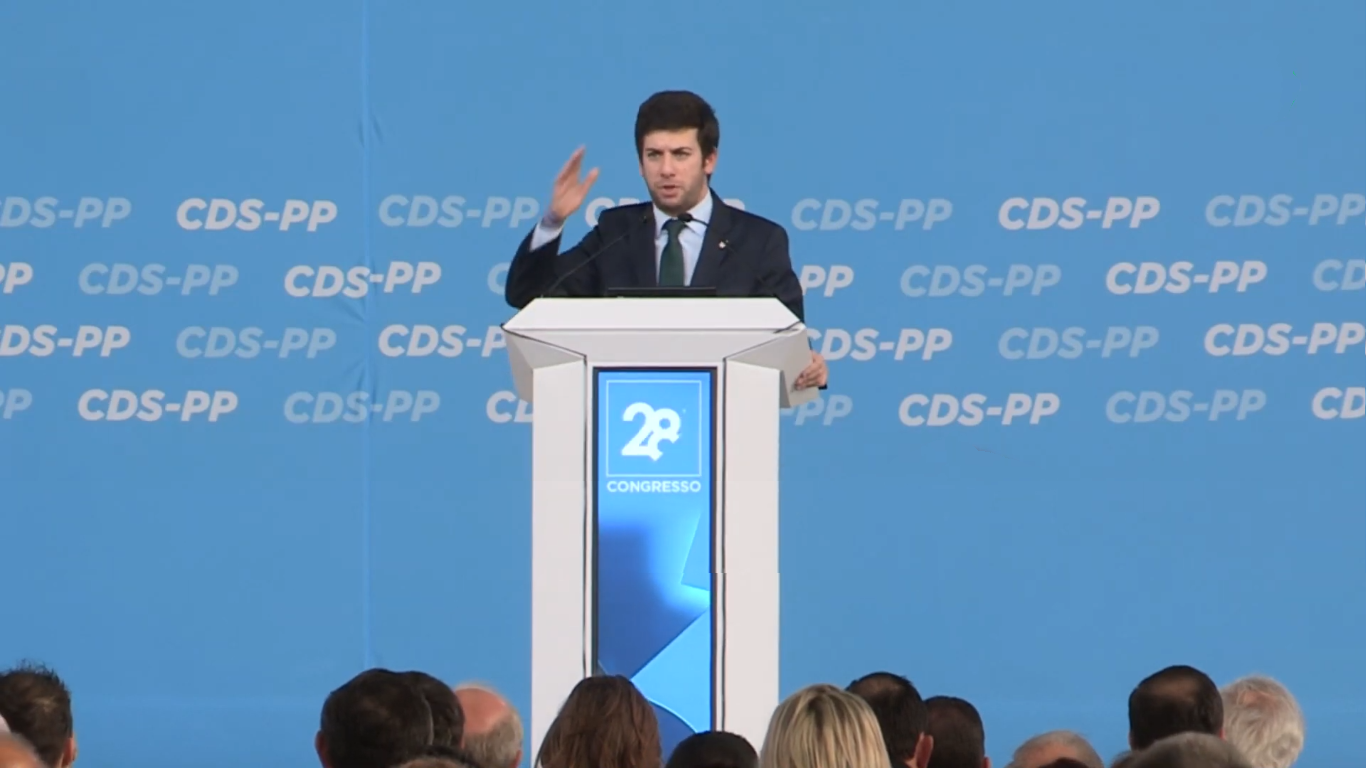
Francisco Rodrigues dos Santos, o Presidente-eleito do CDS-PP, a discursar no 28.º Congresso.

## Candidatos à liderança
| Nome                           | Nascimento | Histórico Político | Ref.  |
| ------------------------------ | ---------- | --- | ----- |
| Francisco Rodrigues dos Santos |            | Presidente da Juventude Popular (2015-2020) | [ 4 ] |
| João Pinho Almeida             |            | Secretário de Estado da Administração Interna (2013-2015) Deputado pelo Distrito de Lisboa (2002-2009), pelo Distrito do Porto (2009-2015) e pelo Distrito de Aveiro (2015-2022) | [ 5 ] |
| Filipe Lobo d'Ávila            |            | Secretário de Estado da Administração Interna (2011-2013) Deputado pelo Distrito de Santarém (2009-2015) e pelo Distrito de Lisboa (2015-2018)                                   | [ 6 ] |

### Candidatos Retirados
| Nome              | Nascimento | Histórico Político | Ref.  |
| ----------------- | ---------- | --- | ----- |
| Abel Matos Santos |            | Fundador da TEM - Tendência Esperança em Movimento/CDS                                                                | [ 7 ] |
| Carlos Meira      |            | Ex-Presidente da Concelhia de Viana do CasteloCandidato à Presidência da Câmara Municipal de Viana do Castelo em 2017 | [ 8 ] |